# Dirty Mind (nummer)
Dirty Mind is een single van het album Dirty Mind van de Amerikaanse artiest Prince. De single werd in 1980 uitgebracht.
Het nummer is gebouwd op een keyboard-riff van Doctor Fink, die het nummer domineert. Qua stijl slaat het nummer een heel andere weg in dan het R&B-geluid van Prince' vorige twee albums. De tekst bevat seksuele gedachtes, die verder in het album worden uitgebouwd. De B-kant van de single is de ballad When We're Dancing Close and Slow van het vorige album Prince.